# 1944-es magyar atlétikai bajnokság
Az 1944-es magyar atlétikai bajnokságon, amely a 49. magyar bajnokság volt, a női ötpróba mellett női 4x200 m-en és férfi csapat maraton és csapat 50 km-es gyaloglás is műsorra került.

## Eredmények

### Férfiak
| Sportág                | Versenyző/Klub                                                                              | Eredmény  |
| ---------------------- | ------------------------------------------------------------------------------------------- | --------- |
| 100 m                  | Bánhalmi Ferenc MRTSE                                                                       | 11,0      |
| 200 m                  | Onódy László Testvériség                                                                    | 22,5      |
| 400 m                  | Bánhalmi Ferenc MRTSE                                                                       | 49,2      |
| 800 m                  | Marosi László Testvériség                                                                   | 1:54,6    |
| 1500 m                 | Garay Sándor Magyar AC                                                                      | 3:58,4    |
| 5000 m                 | Szilágyi Jenő BBTE                                                                          | 14:51,4   |
| 10 000 m               | Szilágyi Jenő BBTE                                                                          | 31:54,6   |
| 110 m gát              | Hidas Ödön BBTE                                                                             | 15,4      |
| 400 m gát              | Hidas Ödön BBTE                                                                             | 56,5      |
| 3000 m akadály         | Szabó Miklós Magyar AC                                                                      | 9:43,2    |
| 10 km gyaloglás        | Kun Sándor OLE                                                                              | 53:48,2   |
| 50 km gyaloglás        | Kapusi János UTE                                                                            | 5:09:43,0 |
| magasugrás             | Kapros László DEAC                                                                          | 187 cm    |
| távolugrás             | Kiss István TFSE                                                                            | 705 cm    |
| hármasugrás            | Puskás Antal TFSE                                                                           | 14,14 m   |
| rúdugrás               | Csányi Zoltán Magyar AC                                                                     | 340 cm    |
| súlylökés              | Horváth Vilmos DiMÁVAG                                                                      | 14,46 m   |
| diszkoszvetés          | Kulitzy Jenő BBTE                                                                           | 46,69 m   |
| gerelyhajítás          | Rákhely Gyula DiMÁVAG                                                                       | 65,03 m   |
| kalapácsvetés          | Németh Imre Magyar AC                                                                       | 54,49 m   |
| tízpróba               | Kiss István TFSE                                                                            | 6506      |
| maraton                | Kővári Rezső TSE                                                                            | 2:58:49,0 |
| mezei futás            | Németh Béla Magyar AC                                                                       | 31:52,0   |
| kis mezei futás (4 km) | Híres László UTE                                                                            | 12:03,0   |
| 4 × 100 m váltó        | Cziráky József Puskás Antal Kőszegi János Demeter Vilmos Testnevelési Főiskolai SE          | 43,7      |
| 4 × 200 m váltó        | Onódy László Marosi László Beck József Jávor Lajos Testvériség SE                           | 1:32,2    |
| 4 × 400 m váltó        | Soltész Gábor Kiss József Balázs Bertalan Balogh Dezső Műegyetemi AFC                       | 3:25,4    |
| 4 × 800 m váltó        | Szilvás Ferenc Kalotai Vilmos Iglói Mihály Garay Sándor Magyar AC                           | 8:19,6    |
| 4 × 1500 m váltó       | Gyergyói János Szabó Miklós Iglói Mihály Garay Sándor Magyar AC                             | 16:44,2   |
| 5000 m                 | Szilágyi Jenő Kelen János Reményi György Bujna Ferenc Sajtos Ferenc Budapesti Budai TE      | 27        |
| csapat 50 km gyaloglás | Kapusi János Peszeki Ádám Hunyadvári Rezső Újpesti TE                                       | 8         |
| csapat magasugrás      | Tordai Gyula Zalavári Lajos Ördög Konrád Tőkés Ottó Varjas Zsigmond Műegyetemi AFC          | 164,8 cm  |
| csapat távolugrás      | Kiss István Puskás Antal Czéh László Kőszegi János Cziráky József Testnevelési Főiskolai SE | 626 cm    |
| csapat rúdugrás        | Kenderessy János Ruják László Ördögh Konrád Friedrich Tibor Wágner Ádám Műegyetemi AFC      | 308 cm    |
| csapat súlylökés       | Csányi Zoltán Medgyessy Zoltán Tóthpál Márton Mayer László Török Pál Magyar AC              | 12,33 m   |
| csapat diszkoszvetés   | Pethő Ádám Sík József Manzini Tibor Buzás László Józsa Dezső Pécsi Egyetemi AC              | 38,06 m   |
| csapat gerelyhajítás   | Balogh András Medgyessy Zoltán Horváth Antal Medgyessy Mihály Csányi Zoltán Magyar AC       | 50,09 m   |
| csapat kalapácsvetés   | Németh Imre Gáspár Elemér Balogh Lajos Mayer László Török Pál Magyar AC                     | 37,08 m   |
| csapat maraton         | Kiss Géza Varga Gyula Gulyás Ferenc MOVE Rákosligeti TSE                                    | 19        |
| csapat mezei futás     | Németh Béla Szabó Miklós Gyergyói József Iglói Mihály Csaplár András Magyar AC              | 34        |
| csapat kis mezei futás | Szegedi Ferenc Marosi László Pintér János Sárvári József Kósa Sándor Testvériség SE         | 31        |

### Nők
| Sportág              | Versenyző/Klub                                                                                     | Eredmény |
| -------------------- | -------------------------------------------------------------------------------------------------- | -------- |
| 100 m                | Lőrinczi Anna PEAC                                                                                 | 13,1     |
| 200 m                | Babai Margit PEAC                                                                                  | 27,3     |
| 80 m gát             | Lőrinczi Anna PEAC                                                                                 | 12,7     |
| magasugrás           | Rohonczi Mária TFSE                                                                                | 145 cm   |
| távolugrás           | Lőrinczi Anna PEAC                                                                                 | 536 cm   |
| súlylökés            | Regdánszky Matild Gamma                                                                            | 11,56 m  |
| diszkoszvetés        | Kondorosi Erzsébet Futura                                                                          | 34,02 m  |
| gerelyhajítás        | Onódy Margit PEAC                                                                                  | 35,40 m  |
| ötpróba              | Rohonczi Mária TFSE                                                                                | 275      |
| mezei futás          | Fekete Ilona Magyar AC                                                                             | 5:22,4   |
| 4x100 m              | Szvitek Ilona Fekete Ilona Szabó Aranka Szigeti-Varga Zsuzsa Magyar AC                             | 53,6     |
| 4x200 m              | Szvitek Ilona Szigeti-Varga Zsuzsa Szabó Aranka Fekete Ilona Magyar AC                             | 1:58,2   |
| csapat magasugrás    | Rohonczi Mária Umbrai Katalin Závodni Erzsébet Beke Magdolna Afonyi Éva Testnevelési Főiskolai SE  | 132 cm   |
| csapat távolugrás    | Rohonczi Mária Umbrai Katalin Tóth Erzsébet Závodni Erzsébet Józsa Ilona Testnevelési Főiskolai SE | 442 cm   |
| csapat súlylökés     | Kael Anna Ruda Erzsébet Umbrai Katalin Rohonczi Mária Beke Magdolna Testnevelési Főiskolai SE      | 9,05 m   |
| csapat diszkoszvetés | Ruda Erzsébet Umbrai Katalin Kael Anna Oláh Katalin Rohonczi Mária Testnevelési Főiskolai SE       | 27,70 m  |
| csapat gerelyhajítás | Rohonczi Mária Umbrai Katalin Szalay Mária Oláh Katalin Kael Anna Testnevelési Főiskolai SE        | 28,53 m  |
| csapat mezei futás   | Horányi Irén Sallay Erzsébet Bakos Erzsébet Óbudai Torna Egylet                                    | 13       |

### Magyar atlétikai csúcsok
- n. ötpróba 275 ocs. Rohonczi Mária TFSE Budapest 9. 23.